# Tour de Valonia 2017
La 44.ª edición del Tour de Valonia fue una carrera de ciclismo en ruta por etapas que se celebra en Bélgica entre el 22 y el 26 de julio de 2017 sobre un recorrido de 908,7 kilómetros.
La prueba formó parte del UCI Europe Tour 2017 dentro de la categoría 2.HC (máxima categoría de estos circuitos).
La carrera fue ganada por el corredor belga Dylan Teuns del equipo BMC Racing Team, en segundo lugar Tosh Van der Sande (Lotto Soudal) y en tercer lugar Benjamin Thomas (Armée de terre).

## Equipos participantes
Tomaron parte en la carrera 20 equipos: 6 de categoría UCI ProTeam invitados por la organización; 11 de categoría Profesional Continental; y 3 de categoría Continental. Formando así un pelotón de 159 ciclistas de los que acabaron 134. Los equipos participantes fueron:
| WorldTeams (6)- AG2R La Mondiale - BMC Racing Team - FDJ - Katusha-Alpecin - Lotto-Soudal - Lotto NL-Jumbo Equipos continentales profesionales (11)- Aqua Blue Sport - Cofidis, Solutions Crédits - Delko Marseille Provence KTM - Direct Énergie - Fortuneo-Oscaro - Gazprom-RusVelo - Roompot-Nederlandse Loterij - Sport Vlaanderen-Baloise - Verandas Willems-Crelan - Wanty-Groupe Gobert - WB-Veranclassic-Aqua Protect Equipos continentales (3)- AGO-Aqua Service - Armée de terre - Telenet-Fidea Lions |
| |

## Recorrido
| Etapa     | Fecha     | Recorrido                | type            | Distancia (km) | Ganador             | Líder           |
| --------- | --------- | ------------------------ | --------------- | -------------- | ------------------- | --------------- |
| 1.ª etapa | 22 de jul | Stavelot – Marchin       | etapa escarpada | 189,9          | Benjamin Thomas     | Benjamin Thomas |
| 2.ª etapa | 23 de jul | Chaudfontaine – Seraing  | etapa escarpada | 189,4          | Jasper De Buyst     | Dylan Teuns     |
| 3.ª etapa | 24 de jul | Arlon – Houffalize       | etapa escarpada | 182,7          | Dylan Teuns         | Dylan Teuns     |
| 4.ª etapa | 25 de jul | Bruselas – Profondeville | etapa escarpada | 164,1          | Jean-Pierre Drucker | Dylan Teuns     |
| 5.ª etapa | 26 de jul | Chièvres – Thuin         | etapa escarpada | 182,6          | Dylan Teuns         | Dylan Teuns     |

## Desarrollo de la carrera

### Etapa 1
| \| Clasificación de la etapa \| Clasificación de la etapa \| Clasificación de la etapa \| Clasificación de la etapa \| Clasificación de la etapa \| \| Ciclista \| Ciclista \| Equipo \| Tiempo \| \| \| ------------------------- \| ------------------------- \| ------------------------- \| ------------------------- \| ------------------------- \| \| 1.º \| Benjamin Thomas \| Armée de terre \| 4 h 28 min 40 s \| \| \| 2.º \| Xandro Meurisse \| Wanty-Groupe Gobert \| + 5 s \| \| \| 3.º \| Dylan Teuns \| BMC Racing Team \| + 5 s \| \| \| 4.º \| Jelle Vanendert \| Lotto-Soudal \| + 5 s \| \| \| 5.º \| Tosh Van der Sande \| Lotto-Soudal \| + 5 s \| \| |                    |                     |                 |
| |                    |                     |                 |
| Fuente: ProCyclingStats |                    |                     |                 |
| Clasificación de la etapa |                    |                     |                 |
| Ciclista | Ciclista           | Equipo              | Tiempo          |
| 1.º | Benjamin Thomas    | Armée de terre      | 4 h 28 min 40 s |
| 2.º | Xandro Meurisse    | Wanty-Groupe Gobert | + 5 s           |
| 3.º | Dylan Teuns        | BMC Racing Team     | + 5 s           |
| 4.º | Jelle Vanendert    | Lotto-Soudal        | + 5 s           |
| 5.º | Tosh Van der Sande | Lotto-Soudal        | + 5 s           |

| \| Clasificación general \| Clasificación general \| Clasificación general \| Clasificación general \| Clasificación general \| \| Ciclista \| Ciclista \| Equipo \| Tiempo \| \| \| --------------------- \| --------------------- \| --------------------- \| --------------------- \| --------------------- \| \| 1.º \| Benjamin Thomas \| Armée de terre \| 4 h 28 min 30 s \| \| \| 2.º \| Xandro Meurisse \| Wanty-Groupe Gobert \| + 9 s \| \| \| 3.º \| Dylan Teuns \| BMC Racing Team \| + 11 s \| \| \| 4.º \| Jelle Vanendert \| Lotto-Soudal \| + 15 s \| \| \| 5.º \| Tosh Van der Sande \| Lotto-Soudal \| + 15 s \| \| |                    |                     |                 |
| |                    |                     |                 |
| Fuente: ProCyclingStats |                    |                     |                 |
| Clasificación general |                    |                     |                 |
| Ciclista | Ciclista           | Equipo              | Tiempo          |
| 1.º | Benjamin Thomas    | Armée de terre      | 4 h 28 min 30 s |
| 2.º | Xandro Meurisse    | Wanty-Groupe Gobert | + 9 s           |
| 3.º | Dylan Teuns        | BMC Racing Team     | + 11 s          |
| 4.º | Jelle Vanendert    | Lotto-Soudal        | + 15 s          |
| 5.º | Tosh Van der Sande | Lotto-Soudal        | + 15 s          |

### Etapa 2
| \| Clasificación de la etapa \| Clasificación de la etapa \| Clasificación de la etapa \| Clasificación de la etapa \| Clasificación de la etapa \| \| Ciclista \| Ciclista \| Equipo \| Tiempo \| \| \| ------------------------- \| ------------------------- \| ---------------------------- \| ------------------------- \| ------------------------- \| \| 1.º \| Jasper De Buyst \| Lotto-Soudal \| 4 h 29 min 16 s \| \| \| 2.º \| Michael Mørkøv \| Katusha-Alpecin \| + 0 s \| \| \| 3.º \| Justin Jules \| WB-Veranclassic-Aqua Protect \| + 0 s \| \| \| 4.º \| Jean-Pierre Drucker \| BMC Racing Team \| + 0 s \| \| \| 5.º \| Roman Maikin \| Gazprom-RusVelo \| + 0 s \| \| |                     |                              |                 |
| |                     |                              |                 |
| Fuente: ProCyclingStats |                     |                              |                 |
| Clasificación de la etapa |                     |                              |                 |
| Ciclista | Ciclista            | Equipo                       | Tiempo          |
| 1.º | Jasper De Buyst     | Lotto-Soudal                 | 4 h 29 min 16 s |
| 2.º | Michael Mørkøv      | Katusha-Alpecin              | + 0 s           |
| 3.º | Justin Jules        | WB-Veranclassic-Aqua Protect | + 0 s           |
| 4.º | Jean-Pierre Drucker | BMC Racing Team              | + 0 s           |
| 5.º | Roman Maikin        | Gazprom-RusVelo              | + 0 s           |

| \| Clasificación general \| Clasificación general \| Clasificación general \| Clasificación general \| Clasificación general \| \| Ciclista \| Ciclista \| Equipo \| Tiempo \| \| \| --------------------- \| --------------------- \| -------------------------- \| --------------------- \| --------------------- \| \| 1.º \| Dylan Teuns \| BMC Racing Team \| 8 h 57 min 55 s \| \| \| 2.º \| Xandro Meurisse \| Wanty-Groupe Gobert \| + 0 s \| \| \| 3.º \| Tosh Van der Sande \| Lotto-Soudal \| + 1 s \| \| \| 4.º \| Benjamin Thomas \| Armée de terre \| + 1 s \| \| \| 5.º \| Jonas Van Genechten \| Cofidis, Solutions Crédits \| + 9 s \| \| |                     |                            |                 |
| |                     |                            |                 |
| Fuente: ProCyclingStats |                     |                            |                 |
| Clasificación general |                     |                            |                 |
| Ciclista | Ciclista            | Equipo                     | Tiempo          |
| 1.º | Dylan Teuns         | BMC Racing Team            | 8 h 57 min 55 s |
| 2.º | Xandro Meurisse     | Wanty-Groupe Gobert        | + 0 s           |
| 3.º | Tosh Van der Sande  | Lotto-Soudal               | + 1 s           |
| 4.º | Benjamin Thomas     | Armée de terre             | + 1 s           |
| 5.º | Jonas Van Genechten | Cofidis, Solutions Crédits | + 9 s           |

### Etapa 3
| \| Clasificación de la etapa \| Clasificación de la etapa \| Clasificación de la etapa \| Clasificación de la etapa \| Clasificación de la etapa \| \| Ciclista \| Ciclista \| Equipo \| Tiempo \| \| \| ------------------------- \| ------------------------- \| ---------------------------- \| ------------------------- \| ------------------------- \| \| 1.º \| Dylan Teuns \| BMC Racing Team \| 4 h 25 min 30 s \| \| \| 2.º \| Quentin Pacher \| Delko-Marseille Provence-KTM \| + 9 s \| \| \| 3.º \| Odd Christian Eiking \| FDJ \| + 9 s \| \| \| 4.º \| Jelle Vanendert \| Lotto-Soudal \| + 14 s \| \| \| 5.º \| Juanjo Lobato \| LottoNL-Jumbo \| + 18 s \| \| |                      |                              |                 |
| |                      |                              |                 |
| Fuente: ProCyclingStats |                      |                              |                 |
| Clasificación de la etapa |                      |                              |                 |
| Ciclista | Ciclista             | Equipo                       | Tiempo          |
| 1.º | Dylan Teuns          | BMC Racing Team              | 4 h 25 min 30 s |
| 2.º | Quentin Pacher       | Delko-Marseille Provence-KTM | + 9 s           |
| 3.º | Odd Christian Eiking | FDJ                          | + 9 s           |
| 4.º | Jelle Vanendert      | Lotto-Soudal                 | + 14 s          |
| 5.º | Juanjo Lobato        | LottoNL-Jumbo                | + 18 s          |

| \| Clasificación general \| Clasificación general \| Clasificación general \| Clasificación general \| Clasificación general \| \| Ciclista \| Ciclista \| Equipo \| Tiempo \| \| \| --------------------- \| --------------------- \| --------------------------- \| --------------------- \| --------------------- \| \| 1.º \| Dylan Teuns \| BMC Racing Team \| 13 h 23 min 15 s \| \| \| 2.º \| Tosh Van der Sande \| Lotto-Soudal \| + 32 s \| \| \| 3.º \| Benjamin Thomas \| Armée de terre \| + 39 s \| \| \| 4.º \| Jelle Vanendert \| Lotto-Soudal \| + 42 s \| \| \| 5.º \| Pim Ligthart \| Roompot-Nederlandse Loterij \| + 44 s \| \| |                    |                             |                  |
| |                    |                             |                  |
| Fuente: ProCyclingStats |                    |                             |                  |
| Clasificación general |                    |                             |                  |
| Ciclista | Ciclista           | Equipo                      | Tiempo           |
| 1.º | Dylan Teuns        | BMC Racing Team             | 13 h 23 min 15 s |
| 2.º | Tosh Van der Sande | Lotto-Soudal                | + 32 s           |
| 3.º | Benjamin Thomas    | Armée de terre              | + 39 s           |
| 4.º | Jelle Vanendert    | Lotto-Soudal                | + 42 s           |
| 5.º | Pim Ligthart       | Roompot-Nederlandse Loterij | + 44 s           |

### Etapa 4
| \| Clasificación de la etapa \| Clasificación de la etapa \| Clasificación de la etapa \| Clasificación de la etapa \| Clasificación de la etapa \| \| Ciclista \| Ciclista \| Equipo \| Tiempo \| \| \| ------------------------- \| ------------------------- \| -------------------------- \| ------------------------- \| ------------------------- \| \| 1.º \| Jean-Pierre Drucker \| BMC Racing Team \| 3 h 43 min 26 s \| \| \| 2.º \| Adam Blythe \| Aqua Blue Sport \| + 0 s \| \| \| 3.º \| Jonas Van Genechten \| Cofidis, Solutions Crédits \| + 0 s \| \| \| 4.º \| Juanjo Lobato \| LottoNL-Jumbo \| + 0 s \| \| \| 5.º \| Jasper De Buyst \| Lotto-Soudal \| + 0 s \| \| |                     |                            |                 |
| |                     |                            |                 |
| Fuente: ProCyclingStats |                     |                            |                 |
| Clasificación de la etapa |                     |                            |                 |
| Ciclista | Ciclista            | Equipo                     | Tiempo          |
| 1.º | Jean-Pierre Drucker | BMC Racing Team            | 3 h 43 min 26 s |
| 2.º | Adam Blythe         | Aqua Blue Sport            | + 0 s           |
| 3.º | Jonas Van Genechten | Cofidis, Solutions Crédits | + 0 s           |
| 4.º | Juanjo Lobato       | LottoNL-Jumbo              | + 0 s           |
| 5.º | Jasper De Buyst     | Lotto-Soudal               | + 0 s           |

| \| Clasificación general \| Clasificación general \| Clasificación general \| Clasificación general \| Clasificación general \| \| Ciclista \| Ciclista \| Equipo \| Tiempo \| \| \| --------------------- \| --------------------- \| --------------------------- \| --------------------- \| --------------------- \| \| 1.º \| Dylan Teuns \| BMC Racing Team \| 17 h 06 min 41 s \| \| \| 2.º \| Tosh Van der Sande \| Lotto-Soudal \| + 32 s \| \| \| 3.º \| Benjamin Thomas \| Armée de terre \| + 39 s \| \| \| 4.º \| Jelle Vanendert \| Lotto-Soudal \| + 42 s \| \| \| 5.º \| Pim Ligthart \| Roompot-Nederlandse Loterij \| + 44 s \| \| |                    |                             |                  |
| |                    |                             |                  |
| Fuente: ProCyclingStats |                    |                             |                  |
| Clasificación general |                    |                             |                  |
| Ciclista | Ciclista           | Equipo                      | Tiempo           |
| 1.º | Dylan Teuns        | BMC Racing Team             | 17 h 06 min 41 s |
| 2.º | Tosh Van der Sande | Lotto-Soudal                | + 32 s           |
| 3.º | Benjamin Thomas    | Armée de terre              | + 39 s           |
| 4.º | Jelle Vanendert    | Lotto-Soudal                | + 42 s           |
| 5.º | Pim Ligthart       | Roompot-Nederlandse Loterij | + 44 s           |

### Etapa 5
| \| Clasificación de la etapa \| Clasificación de la etapa \| Clasificación de la etapa \| Clasificación de la etapa \| Clasificación de la etapa \| \| Ciclista \| Ciclista \| Equipo \| Tiempo \| \| \| ------------------------- \| ------------------------- \| ------------------------- \| ------------------------- \| ------------------------- \| \| 1.º \| Dylan Teuns \| BMC Racing Team \| 4 h 13 min 03 s \| \| \| 2.º \| Bryan Coquard \| Direct Énergie \| + 5 s \| \| \| 3.º \| Tosh Van der Sande \| Lotto-Soudal \| + 5 s \| \| \| 4.º \| Eliot Lietaer \| Sport Vlaanderen-Baloise \| + 5 s \| \| \| 5.º \| Benjamin Thomas \| Armée de terre \| + 5 s \| \| |                    |                          |                 |
| |                    |                          |                 |
| Fuente: ProCyclingStats |                    |                          |                 |
| Clasificación de la etapa |                    |                          |                 |
| Ciclista | Ciclista           | Equipo                   | Tiempo          |
| 1.º | Dylan Teuns        | BMC Racing Team          | 4 h 13 min 03 s |
| 2.º | Bryan Coquard      | Direct Énergie           | + 5 s           |
| 3.º | Tosh Van der Sande | Lotto-Soudal             | + 5 s           |
| 4.º | Eliot Lietaer      | Sport Vlaanderen-Baloise | + 5 s           |
| 5.º | Benjamin Thomas    | Armée de terre           | + 5 s           |

## Clasificaciones finales
- Las clasificaciones finalizaron de la siguiente forma:[4]

### Clasificación general
| \| Clasificación general \| Clasificación general \| Clasificación general \| Clasificación general \| Clasificación general \| \| Ciclista \| Ciclista \| Equipo \| Tiempo \| \| \| --------------------- \| --------------------- \| --------------------- \| --------------------- \| --------------------- \| \| 1.º \| Dylan Teuns \| BMC Racing Team \| 21 h 19 min 34 s \| \| \| 2.º \| Tosh Van der Sande \| Lotto-Soudal \| + 43 s \| \| \| 3.º \| Benjamin Thomas \| Armée de terre \| + 54 s \| \| \| 4.º \| Jelle Vanendert \| Lotto-Soudal \| + 1 min 02 s \| \| \| 5.º \| Michel Kreder \| Aqua Blue Sport \| + 1 min 03 s \| \| |                    |                 |                  |
| |                    |                 |                  |
| Fuente: ProCyclingStats |                    |                 |                  |
| Clasificación general |                    |                 |                  |
| Ciclista | Ciclista           | Equipo          | Tiempo           |
| 1.º | Dylan Teuns        | BMC Racing Team | 21 h 19 min 34 s |
| 2.º | Tosh Van der Sande | Lotto-Soudal    | + 43 s           |
| 3.º | Benjamin Thomas    | Armée de terre  | + 54 s           |
| 4.º | Jelle Vanendert    | Lotto-Soudal    | + 1 min 02 s     |
| 5.º | Michel Kreder      | Aqua Blue Sport | + 1 min 03 s     |

## Evolución de las clasificaciones
| Etapa (Vencedor)                | Clasificación general | Clasificación de la montaña | Clasificación por puntos | Clasificación de los jóvenes | Clasificación de las metas volantes | Clasificación por equipos    |
| ------------------------------- | --------------------- | --------------------------- | ------------------------ | ---------------------------- | ----------------------------------- | ---------------------------- |
| 1.ª etapa (Benjamin Thomas)     | Benjamin Thomas       | Alexis Gougeard             | Benjamin Thomas          | Benjamin Thomas              | Kévin Ledanois                      | BMC Racing                   |
| 2.ª etapa (Jasper De Buyst)     | Dylan Teuns           | Jimmy Turgis                | Benjamin Thomas          | Benjamin Thomas              | Tosh Van der Sande                  | BMC Racing                   |
| 3.ª etapa (Dylan Teuns)         | Dylan Teuns           | Alexis Gougeard             | Dylan Teuns              | Benjamin Thomas              | Evaldas Šiškevicius                 | WB Veranclassic Aqua Protect |
| 4.ª etapa (Jean-Pierre Drucker) | Dylan Teuns           | Alexis Gougeard             | Dylan Teuns              | Benjamin Thomas              | Evaldas Šiškevicius                 | WB Veranclassic Aqua Protect |
| 5.ª etapa (Dylan Teuns)         | Dylan Teuns           | Alexis Gougeard             | Dylan Teuns              | Benjamin Thomas              | Evaldas Šiškevicius                 | WB Veranclassic Aqua Protect |
| Final                           | Dylan Teuns           | Alexis Gougeard             | Dylan Teuns              | Benjamin Thomas              | Evaldas Šiškevicius                 | WB Veranclassic Aqua Protect |

## UCI World Ranking
El Tour de Valonia otorga puntos para el UCI Europe Tour 2017 y el UCI World Ranking, este último para corredores de los equipos en las categorías UCI ProTeam, Profesional Continental y Equipos Continentales. Las siguientes tablas son el baremo de puntuación y los corredores que obtuvieron puntos:
| Posición              | 1.ª | 2.ª | 3.ª | 4.ª | 5.ª | 6.ª | 7.ª | 8.ª | 9.ª | 10.ª |
| Clasificación general | 200 | 150 | 125 | 100 | 85  | 70  | 60  | 50  | 40  | 35   |
| Por etapa             | 20  | 10  | 5   |     |     |     |     |     |     |      |
| Líder                 | 5   |     |     |     |     |     |     |     |     |      |

| Clasificación | Clasificación      | Clasificación                | Clasificación | Clasificación | Clasificación | Clasificación |
| Posición      | Ciclista           | Equipo                       | General       | Etapa         | Líder         | Total         |
| ------------- | ------------------ | ---------------------------- | ------------- | ------------- | ------------- | ------------- |
| 1.º           | Dylan Teuns        | BMC Racing                   | 200           | 45            | 15            | 260           |
| 2.º           | Tosh Van der Sande | Lotto Soudal                 | 150           | 5             | -             | 155           |
| 3.º           | Benjamin Thomas    | Armée de terre               | 125           | 20            | 5             | 150           |
| 4.º           | Jelle Vanendert    | Lotto Soudal                 | 100           | -             | -             | 100           |
| 5.º           | Michel Kreder      | Aqua Blue Sport              | 85            | -             | -             | 85            |
| 6.º           | Maxime Vantomme    | WB Veranclassic Aqua Protect | 70            | -             | -             | 70            |
| 7.º           | Xandro Meurisse    | Wanty-Groupe Gobert          | 60            | 10            | -             | 70            |
| 8.º           | Eliot Lietaer      | Sport Vlaanderen-Baloise     | 50            | -             | -             | 50            |
| 9.º           | Loïc Vliegen       | BMC Racing                   | 40            | -             | -             | 40            |
| 10.º          | Thomas Sprengers   | Sport Vlaanderen-Baloise     | 35            | -             | -             | 35            |